# Friedrich Hagemeister
Friedrich Hagemeister (* 15. April 1863 in Burow (Pirow); † 27. Januar 1930 in Parchim) war ein deutscher Politiker (DDP).

## Leben
Hagemeister ging in Parchim zur Mittelschule und war später dort auch selbst Lehrer. Seit 1913 war er Vorsitzender der liberalen Freisinnigen Volkspartei, die später in der DDP aufging.  Er gehörte dem Verfassunggebenden Landtag von Mecklenburg-Schwerin an.